# Burj Abou Haidar
Le quartier de Burj Abou Haidar (Bourj Abi Haidar) est un des premiers quartiers de Beyrouth. Ce petit quartier (secteur 50) populaire est désormais entouré de gratte-ciels. Des petites boutiques se serrent dans les petites rues.
Le quartier était peuplé au départ de chrétiens et de sunnites. À la suite de l'invasion israélienne du sud-Liban, de nombreux chiites ont fui le sud pour s’installer dans ce quartier.
Dans ce petit quartier il y a eu de nombreux affrontements, notamment entre les milices chrétiennes et musulmanes en 1972. Ainsi que des affrontements entre sunnites et chiites en mai 2008.